# Diaea socialis
Diaea socialis là một loài nhện trong họ Thomisidae.
Loài này thuộc chi Diaea. Diaea socialis được Barbara York Main miêu tả năm 1988.